# Heiki Nabi
Heiki Nabi (* 6. června 1985 Kärdla) je estonský zápasník – klasik, stříbrný olympijský medailista z roku 2012.

## Sportovní kariéra
Vyrůstal na rodinné farmě v Hilleste nedaleko Kärdly na ostrově Hiiumaa. Zápasení se věnoval od 12 let v kroužku na základní škole v Suuremõisa pod vedením Tiita Madalveeho. Na sportovním gymnáziu Audentes v Tallinnu začal spolupracovat s trenérem Henne Põllustem, pod jehož vedením se specializoval na zápas řecko-římský. V estonské mužské reprezentaci se pohyboval od roku 2005 ve váze do 96 kg.
V roce 2006 získal v jednadvaceti letech nečekaný titul mistra světa v čínském Kantonu, kterým navázal na dlouhou tradici estonského zápasu, jehož slávu šířili naposledy v padesátých letech dvacátého století Johannes Kotkas a August Englas. Stres spojený se zvýšenou popularitou v kombinaci se studiem na vysoké škole Sisekaitseakadeemia však znamenal, že v roce 2008 neuspěl v třífázové olympijské kvalifikaci a na olympijské hry v Pekingu se nekvalifikoval.
Od roku 2010 přestoupil do vyšší váhy do 120 (130) kg. V dubnu 2012 vyhrál turnaj olympijské kvalifikace v čínském Tchaj-jüanu a kvalifikoval se na olympijské hry v Londýně. V Londýně byl nalosován do hratelné části pavouku, ze kterého postoupil do semifinále proti Švédu Johanu Eurénovi. Překvapivé severské semifinálové derby vyhrál po taktickém boji těsně 2–1 na sety a postoupil do finále proti obhájci prvenství Kubánci Mijaínu Lópezovi. Půl minuty před koncem prvního setu ho rozhodčí poslal do nařízeného parteru, ve kterém se Lópezovi neubránil. Nechal se přetočit koršunem a prohrál úvodní set 0:2 na technické body. Ve druhém se opakoval v první minutě a půl souboj o úchop, po kterém za nerozhodného stavu 0:0 následoval nařízený parter. Aby set vyhrál musel jako útočící nad Kubáncem bodovat. Bodovat se mu nepodařilo, dostal penalizační bod a prohrál druhý set 0:1 na technické body. Po prohře 0–2 na sety získal nečekanou stříbrnou olympijskou medaili, kterou připomněl stříbrnou olympijskou medaili svého krajan Martina Kleina 100 let zpátky z olympijských her v Stockholmu.
V roce 2013 získal po diskvalifikaci Íránce Amíra Alíakbarího dodatečně svůj druhý titul mistra světa, první v supertěžké váze. V dubnu 2016 se prvním místem z evropské olympijské kvalifikace v srbském Zrenjaninu kvalifikoval na olympijské hry v Riu. V úvodním kole prohrál s Kubáncem Mijaínem Lópezem 0:2 na technické body. Kubánec ho však svým postupem do finále vytáhl do oprav. Z oprav se probojoval do souboje o třetí místo proti moskevskému Sergeji Semjonovovi z Ruska. Úvodní tříminutový poločas skončil nerozhodně 0:0. Po minutě druhého poločasu ho rozhodčí za pasivitu poslal do parteru, ze kterého ho Semjonov vysokým zvedem hodil za 5 technických bodů. Do konce hrací doby nedokázal bodovou ztrátu smazat a po prohře 0:6 na technické body obsadil dělené 5. místo.
V roce 2019 se třetím místem na mistrovství světa v Nur-Sultanu (Astaně) kvalifikoval na olympijské hry v Tokiu.

### Výsledky
| Olympijské hry     | —  |     |     |     | —  |     |     |     | 2.  |     |     |    | 5.  |     |    |    |  |  |  |  |  |  |
| Mistrovství světa  |    | —   | 1.  | úč. |    | úč. | úč. | úč. |     | 1.  | 3.  | 8. |     | 2.  | 5. | 3. |  |  |  |  |  |  |
| Evropské hry       |    |     |     |     |    |     |     |     |     |     |     | 3. |     |     |    | —  |  |  |  |  |  |  |
| Mistrovství Evropy | —  | úč. | úč. | 5.  | 5. | 7.  | úč. | 5.  | úč. | úč. | úč. | 3. | úč. | úč. | —  | 5. |  |  |  |  |  |  |
| MS juniorů         |    | 5.  |     |     |    |     |     |     |     |     |     |    |     |     |    |    |  |  |  |  |  |  |
| ME juniorů         | 4. | úč. |     |     |    |     |     |     |     |     |     |    |     |     |    |    |  |  |  |  |  |  |

### Olympijské hry a mistrovství světa
| Olympijské hry a mistrovství světa                 | Olympijské hry a mistrovství světa                 | Olympijské hry a mistrovství světa                 | Olympijské hry a mistrovství světa                 | Olympijské hry a mistrovství světa                 | Olympijské hry a mistrovství světa                 | Olympijské hry a mistrovství světa                 | Olympijské hry a mistrovství světa                 | Olympijské hry a mistrovství světa                 | Olympijské hry a mistrovství světa                 | Olympijské hry a mistrovství světa                 |
| Kolo                                               | Výsledek                                           | Bilance                                            | Soupeř                                             | Výsledek                                           | KB                                                 | ∑KB                                                | Styl                                               | Datum                                              | Turnaj                                             | Místo                                              |
| 2019 Mistrovství světa do 130 kg v klasickém stylu | 2019 Mistrovství světa do 130 kg v klasickém stylu | 2019 Mistrovství světa do 130 kg v klasickém stylu | 2019 Mistrovství světa do 130 kg v klasickém stylu | 2019 Mistrovství světa do 130 kg v klasickém stylu | 2019 Mistrovství světa do 130 kg v klasickém stylu | 2019 Mistrovství světa do 130 kg v klasickém stylu | 2019 Mistrovství světa do 130 kg v klasickém stylu | 2019 Mistrovství světa do 130 kg v klasickém stylu | 2019 Mistrovství světa do 130 kg v klasickém stylu | 2019 Mistrovství světa do 130 kg v klasickém stylu |
| -------------------------------------------------- | -------------------------------------------------- | -------------------------------------------------- | -------------------------------------------------- | -------------------------------------------------- | -------------------------------------------------- | -------------------------------------------------- | -------------------------------------------------- | -------------------------------------------------- | -------------------------------------------------- | -------------------------------------------------- |
| o bronz                                            | vítězství                                          | 31-15                                              | Amír Gásemí (IRI)                                  | pasivita (4:35)                                    | 5                                                  | 17                                                 | Zápas řecko-římský                                 | 16.-17 září 2019                                   | Mistrovství světa                                  | Nur-Sultan, Kazachstán                             |
| opravy                                             | vítězství                                          | 30-15                                              | Murat Ramonov (KGZ)                                | tech. body (3:1)                                   | 3                                                  | 12                                                 | Zápas řecko-římský                                 | 16.-17 září 2019                                   | Mistrovství světa                                  | Nur-Sultan, Kazachstán                             |
| opravy                                             | vítězství                                          | 29-15                                              | Navín Kumár (IND)                                  | tech. přev. (1:26)                                 | 4                                                  | 9                                                  | Zápas řecko-římský                                 | 16.-17 září 2019                                   | Mistrovství světa                                  | Nur-Sultan, Kazachstán                             |
| 1/16                                               | prohra                                             | 28-15                                              | Óscar Pino (CUB)                                   | tech. body (1:2)                                   | 1                                                  | 5                                                  | Zápas řecko-římský                                 | 16.-17 září 2019                                   | Mistrovství světa                                  | Nur-Sultan, Kazachstán                             |
| 1/32                                               | vítězství                                          | 28-14                                              | Moisés Pérez (VEN)                                 | tech. přev. (1:49)                                 | 4                                                  | 4                                                  | Zápas řecko-římský                                 | 16.-17 září 2019                                   | Mistrovství světa                                  | Nur-Sultan, Kazachstán                             |
| 2018 Mistrovství světa do 130 kg v klasickém stylu |                                                    |                                                    |                                                    |                                                    |                                                    |                                                    |                                                    |                                                    |                                                    |                                                    |
| o bronz                                            | prohra                                             | 27-14                                              | Óscar Pino (CUB)                                   | tech. body (1:3)                                   | 1                                                  | 7                                                  | Zápas řecko-římský                                 | 27.-28 září 2018                                   | Mistrovství světa                                  | Budapešť, Maďarsko                                 |
| semifinále                                         | prohra                                             | 27-13                                              | Sergej Semjonov (RUS)                              | tech. body (0:2)                                   | 0                                                  | 6                                                  | Zápas řecko-římský                                 | 27.-28 září 2018                                   | Mistrovství světa                                  | Budapešť, Maďarsko                                 |
| čtvrtfinále                                        | vítězství                                          | 27-12                                              | Yasmany Acosta (CHI)                               | tech. body (2:1)                                   | 3                                                  | 6                                                  | Zápas řecko-římský                                 | 27.-28 září 2018                                   | Mistrovství světa                                  | Budapešť, Maďarsko                                 |
| 1/16                                               | vítězství                                          | 26-12                                              | Rıza Kaya'alp (TUR)                                | tech. body (2:1)                                   | 3                                                  | 3                                                  | Zápas řecko-římský                                 | 27.-28 září 2018                                   | Mistrovství světa                                  | Budapešť, Maďarsko                                 |
| 2017 Mistrovství světa do 130 kg v klasickém stylu |                                                    |                                                    |                                                    |                                                    |                                                    |                                                    |                                                    |                                                    |                                                    |                                                    |
| finále                                             | prohra                                             | 25-12                                              | Rıza Kaya'alp (TUR)                                | tech. body (1:2)                                   | 1                                                  | 13                                                 | Zápas řecko-římský                                 | 22. srpen 2017                                     | Mistrovství světa                                  | Paříž, Francie                                     |
| semifinále                                         | vítězství                                          | 25-11                                              | Yasmany Acosta (CHI)                               | tech. body (2:1)                                   | 3                                                  | 12                                                 | Zápas řecko-římský                                 | 22. srpen 2017                                     | Mistrovství světa                                  | Paříž, Francie                                     |
| čtvrtfinále                                        | vítězství                                          | 24-11                                              | Mykola Kučmyj (UKR)                                | tech. body (4:1)                                   | 3                                                  | 9                                                  | Zápas řecko-římský                                 | 22. srpen 2017                                     | Mistrovství světa                                  | Paříž, Francie                                     |
| 1/16                                               | vítězství                                          | 23-11                                              | Šaháb Gúradžílí (IRI)                              | tech. body (4:1)                                   | 3                                                  | 6                                                  | Zápas řecko-římský                                 | 22. srpen 2017                                     | Mistrovství světa                                  | Paříž, Francie                                     |
| 1/32                                               | vítězství                                          | 22-11                                              | Matthieu Lorentz (FRA)                             | tech. body (5:0)                                   | 3                                                  | 3                                                  | Zápas řecko-římský                                 | 22. srpen 2017                                     | Mistrovství světa                                  | Paříž, Francie                                     |
| 2016 Olympijské hry do 130 kg v klasickém stylu    |                                                    |                                                    |                                                    |                                                    |                                                    |                                                    |                                                    |                                                    |                                                    |                                                    |
| o bronz                                            | prohra                                             | 21-11                                              | Sergej Semjonov (RUS)                              | tech. body (0:6)                                   | 0                                                  | 3                                                  | Zápas řecko-římský                                 | 15. srpen 2016                                     | Olympijské hry                                     | Rio de Janeiro, Brazílie                           |
| opravy                                             | vítězství                                          | 21-10                                              | Johan Eurén (SWE)                                  | tech. body (3:0)                                   | 3                                                  | 3                                                  | Zápas řecko-římský                                 | 15. srpen 2016                                     | Olympijské hry                                     | Rio de Janeiro, Brazílie                           |
| 1/16                                               | prohra                                             | 20-10                                              | Mijaín López (CUB)                                 | tech. body (0:3)                                   | 0                                                  | 0                                                  | Zápas řecko-římský                                 | 15. srpen 2016                                     | Olympijské hry                                     | Rio de Janeiro, Brazílie                           |
| 2015 Mistrovství světa do 130 kg v klasickém stylu |                                                    |                                                    |                                                    |                                                    |                                                    |                                                    |                                                    |                                                    |                                                    |                                                    |
| opravy                                             | prohra                                             | 20-9                                               | Bilal Machov (RUS)                                 | tech. body (0:5)                                   | 0                                                  | 6                                                  | Zápas řecko-římský                                 | 8. září 2015                                       | Mistrovství světa                                  | Las Vegas, Spojené státy                           |
| čtvrtfinále                                        | prohra                                             | 20-8                                               | Mijaín López (CUB)                                 | tech. body (0:2)                                   | 0                                                  | 6                                                  | Zápas řecko-římský                                 | 8. září 2015                                       | Mistrovství světa                                  | Las Vegas, Spojené státy                           |
| 1/16                                               | vítězství                                          | 20-7                                               | Kim Jong-min (KOR)                                 | tech. body (3:2)                                   | 3                                                  | 6                                                  | Zápas řecko-římský                                 | 8. září 2015                                       | Mistrovství světa                                  | Las Vegas, Spojené státy                           |
| 1/32                                               | vítězství                                          | 19-7                                               | Ijakob Kadžaija (GEO)                              | tech. body (1:0)                                   | 3                                                  | 3                                                  | Zápas řecko-římský                                 | 8. září 2015                                       | Mistrovství světa                                  | Las Vegas, Spojené státy                           |
| 2014 Mistrovství světa do 130 kg v klasickém stylu |                                                    |                                                    |                                                    |                                                    |                                                    |                                                    |                                                    |                                                    |                                                    |                                                    |
| o bronz                                            | vítězství                                          | 18-7                                               | Ljubomir Dimitrov (BUL)                            | tech. body (1:0)                                   | 3                                                  | 9                                                  | Zápas řecko-římský                                 | 13. září 2014                                      | Mistrovství světa                                  | Taškent, Uzbekistán                                |
| opravy                                             | vítězství                                          | 17-7                                               | Bálint Lám (HUN)                                   | tech. body (3:1)                                   | 3                                                  | 6                                                  | Zápas řecko-římský                                 | 13. září 2014                                      | Mistrovství světa                                  | Taškent, Uzbekistán                                |
| čtvrtfinále                                        | prohra                                             | 16-7                                               | Rıza Kaya'alp (TUR)                                | tech. body (0:4)                                   | 0                                                  | 3                                                  | Zápas řecko-římský                                 | 13. září 2014                                      | Mistrovství světa                                  | Taškent, Uzbekistán                                |
| 1/16                                               | vítězství                                          | 16-6                                               | Kirill Griščenko (BLR)                             | tech. body (4:0)                                   | 3                                                  | 3                                                  | Zápas řecko-římský                                 | 13. září 2014                                      | Mistrovství světa                                  | Taškent, Uzbekistán                                |
| 2013 Mistrovství světa do 120 kg v klasickém stylu |                                                    |                                                    |                                                    |                                                    |                                                    |                                                    |                                                    |                                                    |                                                    |                                                    |
| finále                                             | vítězství                                          | 15-6                                               | Amír Alíakbarí (IRI)                               | DQ – doping (0:4)                                  | 5                                                  | 20                                                 | Zápas řecko-římský                                 | 22. září 2013                                      | Mistrovství světa                                  | Budapešť, Maďarsko                                 |
| semifinále                                         | vítězství                                          | 14-6                                               | Mihály Deák-Bárdos (HUN)                           | tech. body (6:0)                                   | 3                                                  | 15                                                 | Zápas řecko-římský                                 | 22. září 2013                                      | Mistrovství světa                                  | Budapešť, Maďarsko                                 |
| čtvrtfinále                                        | vítězství                                          | 13-6                                               | Nurmachan Tinalijev (KAZ)                          | pasivita (6:00)                                    | 5                                                  | 12                                                 | Zápas řecko-římský                                 | 22. září 2013                                      | Mistrovství světa                                  | Budapešť, Maďarsko                                 |
| 1/16                                               | vítězství                                          | 12-6                                               | Zaur Mehralijev (AZE)                              | tech. body (3:0)                                   | 3                                                  | 7                                                  | Zápas řecko-římský                                 | 22. září 2013                                      | Mistrovství světa                                  | Budapešť, Maďarsko                                 |
| 1/32                                               | vítězství                                          | 11-6                                               | Kamil Błoński (POL)                                | tech. přev. (7:0)                                  | 4                                                  | 4                                                  | Zápas řecko-římský                                 | 22. září 2013                                      | Mistrovství světa                                  | Budapešť, Maďarsko                                 |
| 2012 Olympijské hry do 120 kg v klasickém stylu    |                                                    |                                                    |                                                    |                                                    |                                                    |                                                    |                                                    |                                                    |                                                    |                                                    |
| finále                                             | prohra                                             | 10-6                                               | Mijaín López (CUB)                                 | 0-2 (0:2, 0:1)                                     | 0                                                  | 9                                                  | Zápas řecko-římský                                 | 11. srpen 2012                                     | Olympijské hry                                     | Londýn, Spojené království                         |
| semifinále                                         | vítězství                                          | 10-5                                               | Johan Eurén (SWE)                                  | 2-1 (0:1, 1:0, 1:0)                                | 3                                                  | 9                                                  | Zápas řecko-římský                                 | 11. srpen 2012                                     | Olympijské hry                                     | Londýn, Spojené království                         |
| čtvrtfinále                                        | vítězství                                          | 9-5                                                | Łukasz Banak (POL)                                 | 2-0 (1:0, 1:0)                                     | 3                                                  | 6                                                  | Zápas řecko-římský                                 | 11. srpen 2012                                     | Olympijské hry                                     | Londýn, Spojené království                         |
| 1/16                                               | vítězství                                          | 8-5                                                | Josif Čugošvili (BLR)                              | 2-1 (0:1, 1:0, 3:0)                                | 3                                                  | 3                                                  | Zápas řecko-římský                                 | 11. srpen 2012                                     | Olympijské hry                                     | Londýn, Spojené království                         |
| 2011 Mistrovství světa do 120 kg v klasickém stylu |                                                    |                                                    |                                                    |                                                    |                                                    |                                                    |                                                    |                                                    |                                                    |                                                    |
| 1/64                                               | prohra                                             | 7-5                                                | Jurij Patrikejev (ARM)                             | 0-2 (0:2, 0:1)                                     | 0                                                  | 0                                                  | Zápas řecko-římský                                 | 13. září 2011                                      | Mistrovství světa                                  | Istanbul, Turecko                                  |
| 2010 Mistrovství světa do 120 kg v klasickém stylu |                                                    |                                                    |                                                    |                                                    |                                                    |                                                    |                                                    |                                                    |                                                    |                                                    |
| 1/16                                               | prohra                                             | 7-4                                                | Marek Švec (CZE)                                   | 1-2 (1:0, 0:1, 0:1)                                | 1                                                  | 4                                                  | Zápas řecko-římský                                 | 7. září 2010                                       | Mistrovství světa                                  | Moskva, Rusko                                      |
| 1/32                                               | vítězství                                          | 7-3                                                | Taisto Lalli (FIN)                                 | 2-1 (0:2, 2:0, 1:0)                                | 3                                                  | 3                                                  | Zápas řecko-římský                                 | 7. září 2010                                       | Mistrovství světa                                  | Moskva, Rusko                                      |
| 2009 Mistrovství světa do 96 kg v klasickém stylu  |                                                    |                                                    |                                                    |                                                    |                                                    |                                                    |                                                    |                                                    |                                                    |                                                    |
| opravy                                             | prohra                                             | 6-3                                                | Oliver Hassler (GER)                               | 0:2 (0:2, 1:4)                                     | 1                                                  | 5                                                  | Zápas řecko-římský                                 | 26. září 2009                                      | Mistrovství světa                                  | Herning, Dánsko                                    |
| 1/16                                               | prohra                                             | 6-2                                                | Balázs Kiss (HUN)                                  | 1-2 (0:1, 1:0, 0:1)                                | 1                                                  | 4                                                  | Zápas řecko-římský                                 | 26. září 2009                                      | Mistrovství světa                                  | Herning, Dánsko                                    |
| 1/32                                               | vítězství                                          | 6-1                                                | Kacuja Kitamura (JPN)                              | 2-1 (0:1, 3:0, 2:0)                                | 3                                                  | 3                                                  | Zápas řecko-římský                                 | 26. září 2009                                      | Mistrovství světa                                  | Herning, Dánsko                                    |
| 2007 Mistrovství světa do 96 kg v klasickém stylu  |                                                    |                                                    |                                                    |                                                    |                                                    |                                                    |                                                    |                                                    |                                                    |                                                    |
| 1/64                                               | prohra                                             | 5-1                                                | Aset Mambetov (KAZ)                                | 1-2 (1:1*, 3:0, 1:3)                               | 1                                                  | 1                                                  | Zápas řecko-římský                                 | 18. září 2007                                      | Mistrovství světa                                  | Baku, Ázerbájdžán                                  |
| 2006 Mistrovství světa do 96 kg v klasickém stylu  |                                                    |                                                    |                                                    |                                                    |                                                    |                                                    |                                                    |                                                    |                                                    |                                                    |
| finále                                             | vítězství                                          | 5-0                                                | Marek Švec (CZE)                                   | 2-0 (1*:1, 1*:1)                                   | 3                                                  | 15                                                 | Zápas řecko-římský                                 | 26. září 2006                                      | Mistrovství světa                                  | Kanton, Čína                                       |
| semifinále                                         | vítězství                                          | 4-0                                                | Andrej Batura (BLR)                                | 2-0 (5:0, 3*:3)                                    | 3                                                  | 12                                                 | Zápas řecko-římský                                 | 26. září 2006                                      | Mistrovství světa                                  | Kanton, Čína                                       |
| čtvrtfinále                                        | vítězství                                          | 3-0                                                | Han Te-jong (KOR)                                  | 2-1 (1:2, 1*:1, 3:1)                               | 3                                                  | 9                                                  | Zápas řecko-římský                                 | 26. září 2006                                      | Mistrovství světa                                  | Kanton, Čína                                       |
| 1/16                                               | vítězství                                          | 2-0                                                | Kalojan Dinčev (BUL)                               | 2-1 (1:1*, 4:0, 2:1)                               | 3                                                  | 6                                                  | Zápas řecko-římský                                 | 26. září 2006                                      | Mistrovství světa                                  | Kanton, Čína                                       |
| 1/32                                               | vítězství                                          | 1-0                                                | Daigoro Timoncini (ITA)                            | 2-1 (7:2, 0:3, 1*:1)                               | 3                                                  | 3                                                  | Zápas řecko-římský                                 | 26. září 2006                                      | Mistrovství světa                                  | Kanton, Čína                                       |